# 金占忠
金占忠（1962年—），辽宁法库人，满族，中华人民共和国政治人物、第十二届全国人民代表大会辽宁地区代表。
毕业于沈阳建筑工程学院建筑工程专业，加入中国民主建国会。2013年，被选为全国人大代表。2016年因涉嫌贿选被认定当选无效。